# Rhaphidophora lancifolia
Rhaphidophora lancifolia är en kallaväxtart som beskrevs av Heinrich Wilhelm Schott. Rhaphidophora lancifolia ingår i släktet Rhaphidophora och familjen kallaväxter. Inga underarter finns listade.